# محمد أحمد الشيخ
محمد أحمد مرهون عبد الله الشيخ (ولد في 25 يوليو 2000 في المنامة، البحرين) لاعب كرة قدم بحريني يجيد اللعب في مركز حارس المرمى. يلعب حاليا لصالح المالكية البحريني منذ 2018.